# Équipe d'Allemagne de l'Est des moins de 17 ans de football
Maillots
L'équipe d'Allemagne de l'Est de football des moins de 17 ans est constituée par une sélection des meilleurs joueurs est-allemands de moins de 17 ans sous l'égide de la Fédération d'Allemagne de l'Est de football. Elle fut une fois finaliste du  Championnat d'Europe de football des moins de 17 ans et fut une fois quart-de-finaliste de la Coupe du monde de football des moins de 17 ans. Cette équipe n'existe plus depuis 1990, à la suite de la réunification allemande.

## Parcours

### Parcours en Championnat d'Europe
- 1982 : Non qualifiée
- 1984 : Non qualifiée
- 1985 : 4e
- 1986 : 4e
- 1987 : 1er tour
- 1988 :  3e
- 1989 :  Finaliste
- 1990 : 1er tour

### Parcours en Coupe du monde
- 1985 : Non qualifiée
- 1987 : Non qualifiée
- 1989 : Quarts-de-finale

## Anciens joueurs
- Frank Rost
- Lars Kampf

## Palmarès
- Championnat d'Europe de football des moins de 17 ans
  - Finaliste en 1989